# Dendrophryniscus
Dendrophryniscus és un gènere d'amfibis de la família dels bufònids que és endèmic del Brasil.

## Taxonomia
| Nom comú | Nom binomial                                                  |
| -------- | ------------------------------------------------------------- |
|          | Dendrophryniscus berthalutzae (Izecksohn, 1994)               |
|          | Dendrophryniscus bokermanni (Izecksohn, 1994)                 |
|          | Dendrophryniscus brevipollicatus (Jiménez de la Espada, 1871) |
|          | Dendrophryniscus carvalhoi (Izecksohn, 1994)                  |
|          | Dendrophryniscus leucomystax (Izecksohn, 1968)                |
|          | Dendrophryniscus minutus (Melin, 1941)                        |
|          | Dendrophryniscus stawiarskyi (Izecksohn, 1994)                |